# Hauptstrasse 368
Die Hauptstrasse 368 ist eine Verbindung der Hauptstrasse 25 bei Sins mit der Hauptstrasse 4 bei Rotkreuz sowie der Hauptstrasse 2 bei Küssnacht.

## Verlauf
Die Strasse beginnt östlich der alten und neuen Reussbrücke bei Sins und verläuft nach Hünenberg (Dorf) und weiter nach Holzhäusern, wo sie sich mit der Hauptstrasse 4 kreuzt. Hier besteht auch die Möglichkeit, auf die A4/A14 zu fahren. Die Strasse verläuft weiter Richtung Buonas am Zugersee. Hier ist die Strasse eine Art Umfahrung der alten Landstrasse Buonas–Cham über das Schloss Freudenberg. Nach Buonas verläuft die Strasse durch das Dörfchen Risch und weiter Richtung Küssnacht.

## Kreuzungen
Die Strasse kreuzt abgesehen der drei anderen Hauptstrassen auch die Nebenstrasse nach Cham in Hünenberg, die Nebenstrasse nach Rotkreuz in Buonas, die Nebenstrasse nach Meierskappel zwischen Risch und Oberrisch, die Nebenstrasse nach Meierskappel in Fänn-Nord, den Autobahnzubringer zur A4 sowie die Nebenstrasse nach Immensee südlich von Fänn.